# Голутва, Александр Алексеевич
Александр Алексеевич Голутва (род. 18 марта 1948, Лиепая) – советский и российский организатор кинопроизводства. Доктор экономических наук (2008). Заслуженный работник культуры Российской Федерации (1994). Заслуженный деятель искусств Российской Федерации (2003).

## Биография
Родился 18 марта 1948 года в городе Лиепае Латвийской ССР. В 1964–1966 годах работал руководителем школьного музыкального коллектива в городе Симферополе. В 1966 году поступил на философский факультет Московского государственного университета (МГУ), который окончил в 1971 году. В 1973 году окончил аспирантуру МГУ. В 1973—1974 годах работал ассистентом кафедры философии и научного коммунизма Ленинградского электротехнического института (ЛЭТИ).
С 1974 года был на партийной работе –  лектор, инструктор, заведующий отделом пропаганды и агитации Петроградского райкома КПСС города Ленинграда. В 1980–1983 годах – консультант Дома политического просвещения Ленинградского обкома КПСС. В 1983–1985 годах – заведующий сектором кино отдела культуры Ленинградского обкома КПСС.
В 1985–1987 годах – главный редактор киностудии «Ленфильм». В 1987—1996 годах – директор киностудии «Ленфильм».
С 1997 года – первый заместитель председателя Госкино России. С 1999 года – председатель Госкино России. С 2000 года – первый заместитель министра культуры РФ. С 2004 года – заместитель руководителя Федерального агентства по культуре и кинематографии (Роскультура). С 17 июня 2008 года – заместитель министра культуры Российской Федерации. 14 июля 2010 года уволен по собственному желанию.

## Награды
- Орден «За заслуги перед Отечеством» IV степени (21 февраля 2008 года) — за большой вклад в развитие отечественной культуры и кинематографии, многолетнюю плодотворную деятельность[2].
- Орден Почёта (14 октября 1998 года) — за заслуги перед государством, многолетний добросовестный труд и большой вклад в укрепление дружбы и сотрудничества между народами[3].
- Заслуженный деятель искусств Российской Федерации (24 октября 2003 года) — за заслуги в области искусства[4]
- Заслуженный работник культуры Российской Федерации (11 января 1994 года) — за заслуги в области культуры и многолетнюю плодотворную работу[5].
- Имеет Благодарность Правительства Российской Федерации (2008).
- Лауреат премии Российской академии киноискусства «Ника» (1995, 1999, 2000).